# Замощье (Добринское сельское поселение)
Замощье — деревня в Духовщинском районе Смоленской области России. Входит в состав Добринского сельского поселения. Население — 16 жителей (2007 год). 
Расположена в северной части области в 41 км к северо-востоку от Духовщины, в 5 км южнее автодороги Р136 Смоленск — Нелидово, на берегу реки Смердяча. В 40 км восточнее деревни расположена железнодорожная станция Канютино на линии Дурово — Владимирский Тупик. 

## История
В годы Великой Отечественной войны деревня была оккупирована гитлеровскими войсками в июле 1941 года, освобождена в сентябре 1943 года.